# Rudkøbing Boldklub
Rudkøbing Boldklub er en dansk fodboldklub fra Rudkøbing på Langeland. Klubben blev stiftet den 6. juli 1925 og spiller sine hjemmekampe på Rudkøbing Stadion.